# Международная встреча в Джидде (август 2023)
Международная встреча в Джидде, посвящённая мирному завершению российско-украинской войны, прошла 5 — 6 августа 2023 года в городе Джидда (Саудовская Аравия) по предложению президента Украины Владимира Зеленского при содействии саудовского наследного принца Мухамеда-бин-Салмана. Целью встречи являлось привлечение внимания к конфликту высших представителей десятков стран мира. В число приглашённых вошли не только страны Запада, поддерживающие Украину, но и те, которые на момент встречи не заняли определённой позиции, такие как Бразилия, Египет, Индия, Индонезия, ЮАР и Китай. Россию не приглашали.
Двухдневные переговоры начались 5 августа. В переговорах приняли участие представители 42 стран. Украина предложила участникам продолжить обсуждение «формулы мира» президента Владимира Зеленского, начатое в Копенгагене 24 июня 2023 года.
Состоявшийся саммит стал вторым (после встречи в конце июня 2023 года в Копенгагене) раундом переговоров по подготовке большого «саммита мира». Как и в предыдущие несколько месяцев, Украина, поддерживаемая странами Запада, попыталась убедить страны Глобального Юга присоединиться к давлению на Москву. Несмотря на то, что в ходе встречи, как сообщали источники, Киев отказался от части пунктов этого плана, борьбу за голоса, по мнению политологов, Украина скорее выиграла от этих переговоров.

## Предыстория
В ходе российского вторжения Украина начала прилагать усилия, чтобы мобилизовать мировое общественное мнение за пределами западных стран, прежде всего в странах Глобального Юга. Украина пыталась склонить на свою сторону государства, занявшие нейтральную позицию по отношению к России, такие как Индия и Бразилия. При этом КНР не участвовал в этой встрече.
В конце июня 2023 году по инициативе Украины прошла встреча в Копенгагене, в которой приняли участие представители западных государств и Юга, такие как Индия, ЮАР и Бразилия. При этом представителей Китая на этой встрече не было. Всего во встрече приняли участие представители 14 государств. По информации новостного агентства RND, в ходе встречи в Копенгагене обсуждались перспективы переговоров между Украиной и Россией, гарантии безопасности Украине и гарантии России, вроде гарантий неразмещения на украинской территории крылатых ракет. При этом в интервью немецким журналистам глава офиса президента Украины Андрей Ермак говорил, что Украина готова «слушать» другие государства, но будет продвигать свой мирный план, при этом заверил что «никаких территориальных компромиссов не будет». 
Высокопоставленный чиновник Европейской комиссии о ходе этих переговорах журналистам заявил: «Был достигнут общий консенсус в том, что мирный план должен быть основан на принципах Устава ООН, таких как территориальная целостность и суверенитет стран». 

## Ход встречи
На саммите в Джидде приняли участие представителей более четырёх десятков государств, а представители от ЕС и ООН. Во встрече принял участие и Китай, который пропустил предыдущую встречу в Копенгагене. Россию на встречу не пригласили. США представлял советник американского президента по национальной безопасности Джейк Салливан. Салливан на полях саммита встретился с китайским спецпредставителем по делам Евразийского региона Ли Хуэем. 
При этом и Москва, и Киев говорили, что условий для наступления мира «здесь и сейчас» нет. 
Саммит прошел в Саудовской Аравии, власти которой активно пытались расширить свое дипломатическое влияние, в том числе участвовали в переговорах по обмену пленными, и возвращению украинских детей, вывезенных на российскую территорию. При этом Саудовская Аравия сохраняла партнерские отношения и с Украиной, и с Россией, и с Китаем. При этом по мнению журналистов, участие представителей Китая в саммите в Джидде было заслугой именно саудовской дипломатии.  
При этом Wall Street Journal отмечало, что встреча прошла на фоне непростых отношений между Саудовской Аравией и Западом. Так, в 2022 году США обвиняли Саудовскую Аравию в специфическом сговоре с Россией для удержания высоких цен на нефть. Отношения Саудовской Аравии с Западом ухудшились после убийства в 2018 году саудовского диссидента Джамаля Хашогги и войной в Йемене. Однако после встрече в Джидде, американский чиновник сказал журналистам Wall Street Journa: «саудовским властям надо отдать должное за их дипломатические усилия».
Западные издания итоги саммита оценили с осторожным пессимизмом. Журналисты Wall Street Journal писали, что единственным напряженным моментом во время саммита стала попытка Китая напомнить про собственный мирный план, который предусматривал немедленное прекращение огня, однако оставлял открытым вопрос будущего украинских оккупированных территорий. Украина заявляла, что простая остановка боевых действий приведет лишь к тому, что Россия перегруппирует свои силы и продолжит войну.
По данным журналистов, участники саммита договорились создать рабочие группы, для обсуждения отдельных пунктов мирного плана, предложенного Киевом.

## Оценки
Reuters отмечало: «Для Украины этот саммит — часть дипломатических усилий по расширению числа ключевых сторонников, преимущественно западных стран, с помощью общения со странами Глобального Юга, которые пока неохотно занимают сторону в конфликте».
Эксперт Центра Стимсона в Вашингтоне и руководитель ближневосточной программы этого научного института Барбара Слейвин говорила: «Саудовская Аравия и сама нарушила очень много норм международного права: принц Мухаммед бен Салман ничем не благороднее Владимира Путина, со всей историей репрессий в собственной стране и войной в Йемене, которая лишь недавно несколько утихла. Саудовская агрессия в Йемене была очевидным нарушением международных норм. Они очень стараются выглядеть респектабельно, пытаются представить себя как ключевого игрока не только в региональных, но и в мировых делах, и доказать, что с Саудовской Аравией стоит считаться». По её мнению, Эр-Рияд хотел показать, что он важный член международного сообщества, а не страна-изгой вроде Ирана.